# Ailinginae

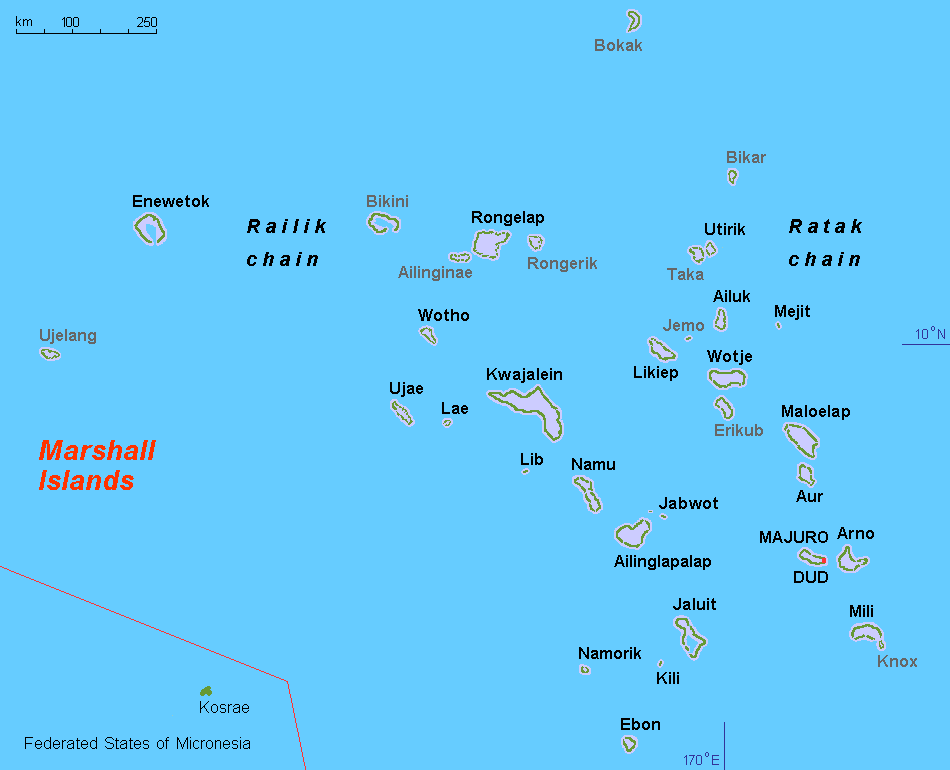
Marshallöarna, Ailinginae i mitten bredvid Rongelap

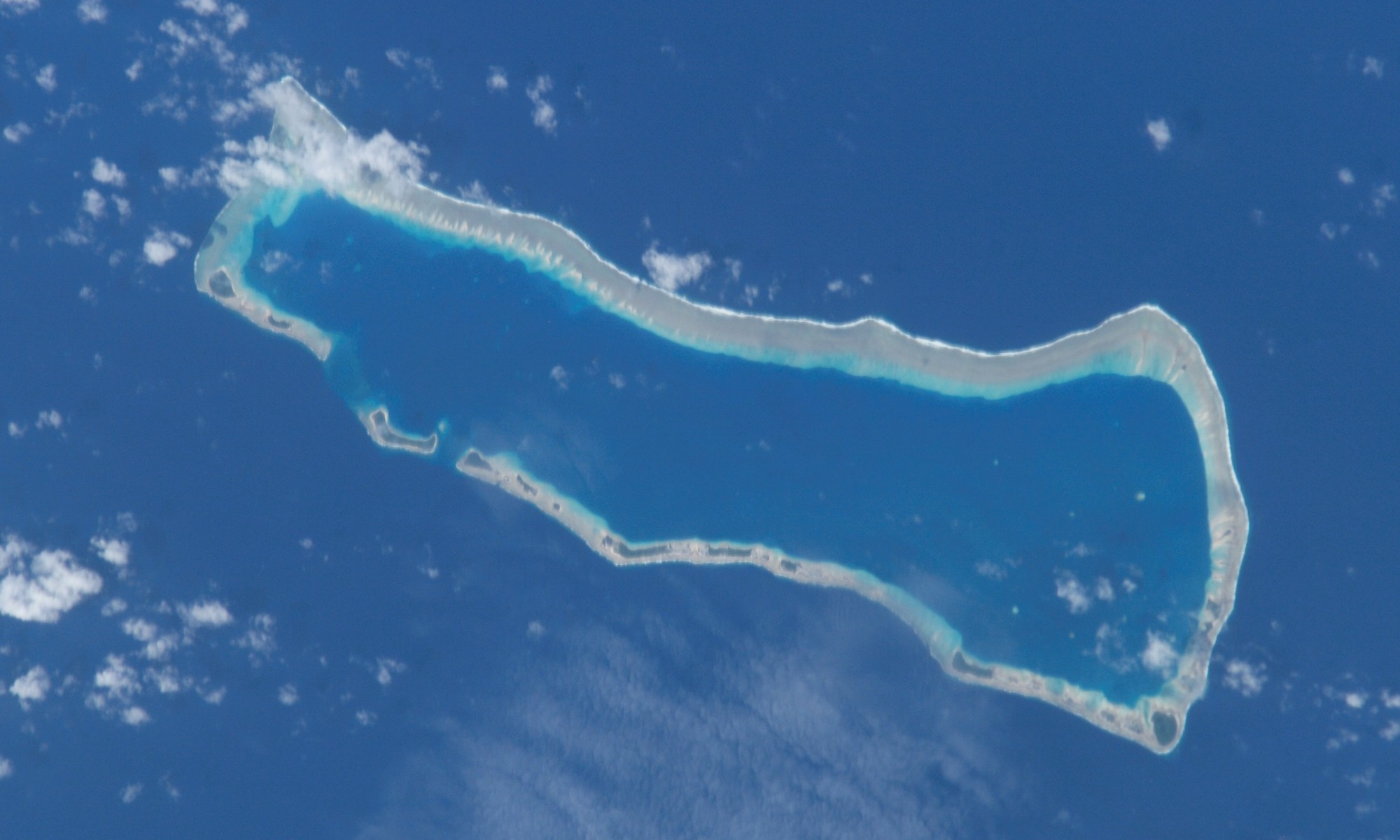
Ailinginae

Ailinginae (Marshallesiska Ailiginae) är en atoll bland Raliköarna i norra Stilla havet och tillhör Marshallöarna.

## Geografi
Ailinginae ligger ca 650 km nordväst om huvudön Majuro och ca 20 km sydväst om Rongelap.  
Atollen är en korallatoll och har en total areal om ca 108,8 km² med en landmassa på ca 2,80 km² och en lagun på ca 105,96 km².
 Atollen består av ca 25 öar och den högsta höjden är på endast 11 m ö.h. De större öarna är:
- Ribinouri, huvudön, i den södra delen
- Knox, i den östra delen
- Mogiri, i den södra delen
- Sifo, i den västra delen

Förvaltningsmässigt utgör den obebodda atollen en egen "municipality" (kommun).

## Historia
Raliköarna har troligen bebotts av mikronesier sedan cirka 1000 f.Kr. och några öar upptäcktes redan 1526 av spanske kaptenen Alonso de Salazar.
Ailinginae upptäcktes 1767 av brittiske kapten Philip Carteret (4). Öarna hamnade senare under spansk överhöghet.
Neuguinea-Compagnie, ett tyskt handelsbolag, etablerades sig på Raliköarna kring 1859 och den 22 oktober 1885 köpte Kejsardömet Tyskland hela Marshallöarna av Spanien. Bolaget förvaltade öarna fram till den 13 september 1886 då området först blev ett tyskt protektorat och 1906 blev del i Tyska Nya Guinea (5).
Under första världskriget ockuperades området i oktober 1914 av Japan som i december 1920 även erhöll ett förvaltningsmandat - det Japanska Stillahavsmandatet - över området av Nationernas förbund efter Versaillesfreden 1919.
Under andra världskriget användes ögruppen som militärbas av Japan tills USA erövrade området våren 1944. Därefter hamnade ögruppen under amerikansk överhöghet. 1947 utsågs Marshallöarna tillsammans med hela Karolinerna till "Trust Territory of the Pacific Islands" av Förenta nationerna och förvaltades av USA fram till landets autonomi 1979.
Den 1 mars 1954 drabbades Ailinginae, Rongelap, Rongrik och Utirik av radioaktivt nedfall efter en provsprängning på Bikiniatollen ca 140 km mot nordväst och befolkningen evakuerades till Kwajaleinatollen. Sedan dess är atollen obebodd.